# Liste des as français de la Seconde Guerre mondiale
Liste des as aériens de l'aviation de chasse française ayant remporté au moins 5 victoires homologuées durant la Seconde Guerre mondiale.

## Liste officielle des as
Liste établie d'après celle du Service Historique de l'Armée de l'Air française, toujours valable.

### As ayant 10 victoires et plus
| Prénom et nom          | Victoires homologuées | Victoires probables |
| ---------------------- | --------------------- | ------------------- |
| Pierre Clostermann     | 33                    | 5                   |
| Marcel Albert          | 23                    | 2                   |
| Jean Demozay           | 21                    | 2                   |
| Pierre Le Gloan        | 18                    | 3                   |
| Jacques André          | 16                    | 4                   |
| Louis Delfino          | 16                    | 4                   |
| Edmond Marin la Meslée | 16                    | 4                   |
| Roland de La Poype     | 16                    | 2                   |
| Roger Sauvage          | 16                    | 1                   |
| Michel Dorance         | 14                    | 4                   |
| Albert Littolff        | 14                    | 4                   |
| Pierre Lorillon        | 15                    | 4                   |
| Camille Plubeau        | 14                    | 4                   |
| Pierre Boillot         | 13                    | 1                   |
| Léon Cuffaut           | 13                    |                     |
| Georges Lemare         | 13                    |                     |
| Marcel Perrin          | 13                    |                     |
| Robert Marchi          | 13                    |                     |
| Robert Martin          | 13                    |                     |
| Jean Accart            | 12                    | 4                   |
| Aloïs Vasatko          | 12                    | 2                   |
| Georges Blanck         | 12                    | 1                   |
| Georges Lefol          | 12                    | 1                   |
| Edouard Le Nigen       | 12                    | 1                   |
| Michel Madon           | 11                    | 4                   |
| Joseph Risso           | 11                    | 4                   |
| Léon Vuillemain        | 11                    | 4                   |
| Marcel Lefèvre         | 11                    | 3                   |
| František Peřina       | 11                    | 2                   |
| Georges Valentin       | 11                    | 2                   |
| Maurice Tallent        | 11                    | 1                   |
| Henri de Bordas        | 11                    |                     |
| Gabriel Gauthier       | 10                    | 2                   |
| François Morel         | 10                    | 2                   |
| Robert Castin          | 10                    | 1                   |
| Maurice Challe         | 10                    | 1                   |
| Albert Durand          | 10                    | 1                   |

### As ayant de 7 à 9 victoires
| Prénom et Nom          | Victoires homologuées | victoires probables |
| ---------------------- | --------------------- | ------------------- |
| Georges Baptizet       | 9                     | 4                   |
| James Denis            | 9                     | 4                   |
| René Martin            | 9                     | 3                   |
| Dominique Penzini      | 9                     | 2                   |
| Robert Gouby           | 9                     | 1                   |
| André-Armand Legrand   | 9                     | 1                   |
| Jérémie Bressieux      | 9                     |                     |
| Venceslas Cukr         | 9                     |                     |
| Pierre Matras          | 9                     |                     |
| Yves Mourier           | 9                     |                     |
| Jean-Marie Rey         | 9                     |                     |
| Michel Boudier         | 8                     | 4                   |
| André Moynet           | 8                     | 4                   |
| Georges Tesseraud      | 8                     | 4                   |
| Jean Doudies           | 8                     | 3                   |
| Yves Carbon            | 8                     | 2                   |
| Roger Duval            | 8                     | 2                   |
| François Warnier       | 8                     | 1                   |
| Maurice Armager        | 8                     | 1                   |
| René Challe            | 8                     | 1                   |
| Henri Foucaud          | 8                     | 1                   |
| Gabriel Mertzisen      | 8                     | 1                   |
| Marcel Parniere        | 8                     | 1                   |
| Georges Pissotte       | 8                     | 1                   |
| Robert Williame        | 8                     | 1                   |
| Antoine Moret          | 8                     |                     |
| Robert Thollon         | 8                     |                     |
| Pierre Dechanet        | 7                     | 2                   |
| Edgar Gagnaire         | 7                     | 2                   |
| François de Geoffre    | 7                     | 2                   |
| Marie Hubert Monraisse | 7                     | 2                   |
| Louis Marie            | 7                     | 2                   |
| Jean Paulhan           | 7                     | 2                   |
| Pierre Bleton          | 7                     | 1                   |
| Marc Charras           | 7                     | 1                   |
| Bernard Dupérier       | 7                     | 1                   |
| Georges Elmlinger      | 7                     | 1                   |
| Edmond Guillaume       | 7                     | 1                   |
| Robert Huvet           | 7                     | 1                   |
| Antoine de La Chapelle | 7                     | 1                   |
| Émile Leblance         | 7                     | 1                   |
| Raoul Rebiére          | 7                     | 1                   |
| Édouard Salés          | 7                     | 1                   |
| Roger Teillet          | 7                     | 1                   |
| Didier Béguin          | 7                     |                     |
| Antoine Casenobe       | 7                     |                     |
| Noël Castelain         | 7                     |                     |
| Charles Chesnais       | 7                     |                     |
| Jean Girou             | 7                     |                     |
| Régis Guieu            | 7                     |                     |
| Marcel Hebrard         | 7                     |                     |
| Robert Iribarne        | 7                     |                     |
| Pierre Montet          | 7                     |                     |
| Jacques de Puybusque   | 7                     |                     |
| Léon Richard           | 7                     |                     |
| Thomas Vybiral         | 7                     |                     |

### As ayant 5 ou 6 victoires
| Prénom et Nom           | Victoires homologuées | Victoires probables |
| ----------------------- | --------------------- | ------------------- |
| Henri Bouquillard       | 6                     |                     |
| Jacques Andrieux        | 6                     | 4                   |
| Gérard Muselli          | 6                     | 3                   |
| Pierre Pouyade          | 6                     | 3                   |
| Germain Coutaud         | 6                     | 2                   |
| Henri Hugo              | 6                     | 2                   |
| Pierre Villacecque      | 6                     | 2                   |
| Maurice Bon             | 6                     | 1                   |
| Charles Miquel          | 6                     | 1                   |
| Joseph Stehlik          | 6                     | 1                   |
| Pierre Dorcy            | 6                     |                     |
| Klébert Doucet          | 6                     |                     |
| Jean Hotellier          | 6                     |                     |
| Jean Hurtin             | 6                     |                     |
| Jules Joire             | 6                     |                     |
| Jean Manceau            | 6                     |                     |
| René Pomier-Layrargues  | 6                     |                     |
| Émile Thierry           | 6                     |                     |
| Jean Gisclon            | 6                     |                     |
| Jacques Lamblin         | 5                     | 4                   |
| Maurice Romey           | 5                     | 4                   |
| Henri Grimaud           | 5                     | 3                   |
| Marcel Codet            | 5                     | 3                   |
| André Deniau            | 5                     | 2                   |
| René Rubin              | 5                     | 2                   |
| Paul Abrioux            | 5                     | 1                   |
| Marcel Bouguen          | 5                     | 1                   |
| Georges Garde           | 5                     | 1                   |
| Wacław Król             | 5                     | 1                   |
| Martin Loï              | 5                     | 1                   |
| Eugeniusz Nowakiewicz   | 5                     | 1                   |
| Léon Ougloff            | 5                     | 1                   |
| René Panhard            | 5                     | 1                   |
| Denis Ponteins          | 5                     | 1                   |
| Henri Raphenne          | 5                     | 1                   |
| Gaël Taburet            | 5                     | 1                   |
| Pierre Villey           | 5                     | 1                   |
| Émile Becquet           | 5                     |                     |
| Hubert Boitelet         | 5                     |                     |
| Henri Dietrich          | 5                     |                     |
| Georges Henry           | 5                     |                     |
| Pierre Laureys          | 5                     |                     |
| Albert Petit Jean-Roget | 5                     |                     |
| Henri Planchard         | 5                     |                     |
| René Roger              | 5                     |                     |
| Marie Satge             | 5                     |                     |
| Roger Saussol           | 5                     |                     |
| Robert Starke           | 5                     |                     |
| Marcel Steunou          | 5                     |                     |
| Amaury Montfort         | 5                     |                     |

## Commentaires

### Remarques
La liste officielle communiquée par le Service Historique de l'Armée de l'Air comporte de nombreuses erreurs quant à l'authenticité de certains palmarès dues au système spécifique d'attribution des victoires[réf. nécessaire]. Ainsi, le fait d'homologuer une victoire "entière" à chaque pilote ayant contribué à la destruction d'un appareil ennemi fut la principale source de controverses : par exemple, lorsque plusieurs chasseurs se partageaient un succès aérien, chacun se voyait attribuer une victoire entière[réf. nécessaire].